# Sławatycze (gromada)
Sławatycze – dawna gromada, czyli najmniejsza jednostka podziału terytorialnego Polskiej Rzeczypospolitej Ludowej w latach 1954–1972.
Gromady, z gromadzkimi radami narodowymi (GRN) jako organami władzy najniższego stopnia na wsi, funkcjonowały od reformy reorganizującej administrację wiejską przeprowadzonej jesienią 1954 do momentu ich zniesienia z dniem 1 stycznia 1973, tym samym wypierając organizację gminną w latach 1954–1972.
Gromadę Sławatycze z siedzibą GRN w Sławatyczach utworzono – jako jedną z 8759 gromad na obszarze Polski – w powiecie włodawskim w woj. lubelskim na mocy uchwały nr 17 WRN w Lublinie z dnia 5 października 1954. W skład jednostki wszedł obszar dotychczasowej gromady Sławatycze oraz miejscowość Kuzawka kol. z dotychczasowej gromady Kuzawka ze zniesionej gminy Sławatycze w tymże powiecie. Dla gromady ustalono 14 członków gromadzkiej rady narodowej.
31 grudnia 1959 do gromady Sławatycze włączono wieś Liszno i kolonię Mościce Dolne ze znoszonej gromady Jabłeczna w powiecie bialskim w tymże województwie.
Gromada przetrwała do końca 1972 roku, czyli do kolejnej reformy gminnej. 1 stycznia 1973 w powiecie włodawskim reaktywowano gminę Sławatycze (od 1999 gmina Sławatycze znajduje się – tak jak przed 1923 rokiem – w powiecie bialskim w woj. lubelskim).